# Bulevardul Unirii, București
Bulevardul Unirii  este unul dintre cele mai importante bulevarde din București și una dintre cele mai tranzitate artere rutiere ale orașului. Bulevardul de mari dimensiuni reprezintă axul longitudinal al proiectului noului Centru Civic, demarat după Cutremurul din 1977, sub pretextul reconstruirii și reparării daunelor cauzate de seism în București. Plecând de la ideea remedierii pagubelor produse de cutremur, proiectul noului Centru Civic a fost folosit de regimul Nicolae Ceaușescu pentru a estompa influențele pe care le exercita centrul vechi, istoric al Bucureștiului asupra mediului citadin. 
Bulevardul Unirii, ce purta în proiectul original denumirea de "Victoria Socialismului", conectează Piața Alba Iulia cu Piața Constituției, străbătând importantul nod de circulație din Piața Unirii.
Fiind inspirate de arhitectura regimurilor totalitare din fostul bloc socialist, cu precădere China și Coreea de Nord (vizitate de Nicolae Ceaușescu în 1970), lucrările la noul Centru Civic și la bulevard au fost inaugurate la 25 iunie 1984 , în prezența conducerii de partid și de stat. Reprezentând un echivalent socialist al arterei Champs-Élysées, bulevardul Victoria Socialismului se încadrează în suita de lucrări megalomanice, ce marchează ultimul deceniu al regimului represiv al lui Nicolae Ceaușescu. Una dintre marile dorințe ale dictatorului a fost ca bulevardul să depășească în dimensiuni artera pariziană. Construcția arterei de 2,8 km lungime a necesitat eforturi financiare și materiale remarcabile, folosind un sfert din materialele de construcție din București, în contextul construirii în paralel a altor obiective de mari dimensiuni, precum Palatul Parlamentului, Biblioteca Națională și Casa Radio. Urmând liniile politicii izolaționiste practicate de regimul Ceaușescu, cea mai mare parte a materialelor, tehnologiilor și utilajelor aparțin producției interne și au pus în mișcare o mare parte a industriei naționale.
Acest proiect amplu a provocat distrugeri inestimabile patrimoniului istoric și arhitectural al capitalei. O mare parte a centrului istoric a fost demolată pentru a face loc noilor construcții. Între monumentele dărâmate se numără Spitalul Brâncovenesc, unul dintre puținele edificii bucureștene clădite în stil brâncovenesc, Institutul Medico-Legal Dr. Mina Minovici (inaugurat la data de 20 decembrie 1892, primul institut de acest fel din Europa dotat cu amfiteatre, bibliotecă, laboratoare de specialitate), Sinagoga Cahal Cicu, Biserica Sf. Vineri și Biserica Albă-Postăvari. 
Prin grija arhitecților și inginerilor s-a reușit salvarea unor monumente istorice prin translatarea acestora. Procedeul a presupus mutarea clădirilor pe un sistem de șine cu ajutorul unor împingătoare hidraulice. Astfel, s-a reușit dispunerea acestora în cadrul noului ansamblu urbanistic și s-a evitat demolarea. Pentru proiectul bulevardului s-au translatat Palatul Sinodului de la Mănăstirea Antim, Biserica Schitul Maicilor, construită în Dealul Spirii în vremea Voievodului Nicolae Mavrocordat (1726), și Biserica Mihai Vodă.
Biblioteca Națională a României a fost inaugurată în aprilie 2012. Alte lucrări nu au fost finalizate nici până în prezent, astfel încât pe amplasamentul destinat viitoarei Opere Naționale există și în prezent un șantier aflat în conservare. 
Bulevardul Unirii este un exemplu particular al urbanizării forțate și o problemă a capitalei, ce încă așteaptă soluții pentru integrarea deplină în viața orașului și a locuitorilor acestuia. 